# ОМОН
ОМОН (акроним от руското отряд мобильный особого назначения, в превод „отряд мобилен с особено предназначение“) е специализирана полицейска военизирана част в Русия.
Първоначално името на отряда е отряд милиции особого назначения („отряд на милицията със специално предназначение“), но е сменено с преименуването на милицията в полиция. Под старото име все още съществуват такива части в държави от Общността на независимите държави, в които все още съществува милиция.

## Функции
Използват се за изпълнение на особено опасни задачи в градски условия, включващо залавяне и/или елиминиране на опасни престъпници и групи от организираната престъпност, както и за борба с масови безредици. Превантивно се изпращат на горещи точки с цел осигуряване на ред и сигурност на гражданите и държавните структури. Всички членове на отрядите ОМОН преминават специализирана военна подготовка.

## История
Първоначално ОМОН е създаден като подразделение в 12 главни града на СССР (сред които Москва, Ленинград, Минск, Рига). След разпада на Съветския съюз от всички руски градове остава да функционира само в Москва и Санкт Петербург. Няколко години по-късно гарнизони на ОМОН са създадени в други големи градове, първи от които са Новосибирск, Нижни Новгород и Екатеринбург.

## Численост
По данни от 2006 г. числеността на ОМОН е 22 000 души.